# 阿加滕欧米讷
阿加滕欧米讷（法語：Hargarten-aux-Mines，法語發音：[aʁɡaʁtən o min]）是法国摩泽尔省的一个市镇，属于福尔巴克-布莱摩泽尔区。

## 地名
由于语源问题，该地名Hargarten-aux-Mines拼读方式不符合法语正字法，其标准发音为[aʁɡaʁtən o min]而非[aʁɡaʁtɑ̃ o min]，《世界地名译名词典》将其纯按法汉译音表误译作“阿加唐欧米讷”。

## 地理
阿加滕欧米讷（49°13'29"N, 6°36'31"E）面积5.51 平方千米，位于法国大東部大區摩泽尔省，该省份为法国东北部内陆省份，是洛林的一部分，西南接默尔特-摩泽尔省，东临下莱茵省，北与卢森堡和德国接壤。
与阿加滕欧米讷接壤的市镇（或旧市镇、城区）包括：库姆、达朗、法尔克、泰泰尔尚。
阿加滕欧米讷的时区为UTC+01:00、UTC+02:00（夏令时）。

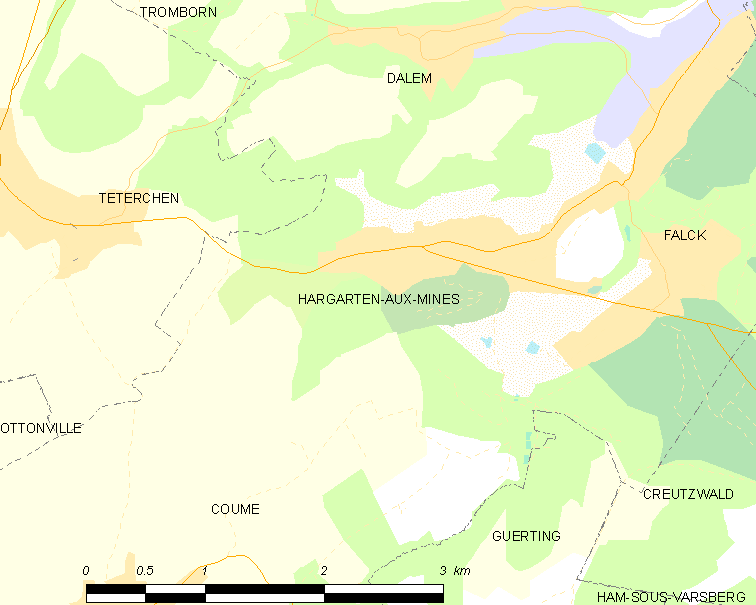
阿加滕欧米讷的OSM定位图

## 行政
阿加滕欧米讷的邮政编码为57550，INSEE市镇编码为57296。

## 政治
阿加滕欧米讷所属的省级选区为布宗维尔县。

## 人口

1962-2008年间阿加滕欧米讷人口变化图示

阿加滕欧米讷于2022年1月1日时的人口数量为1083人。